# Tweede Noordreis

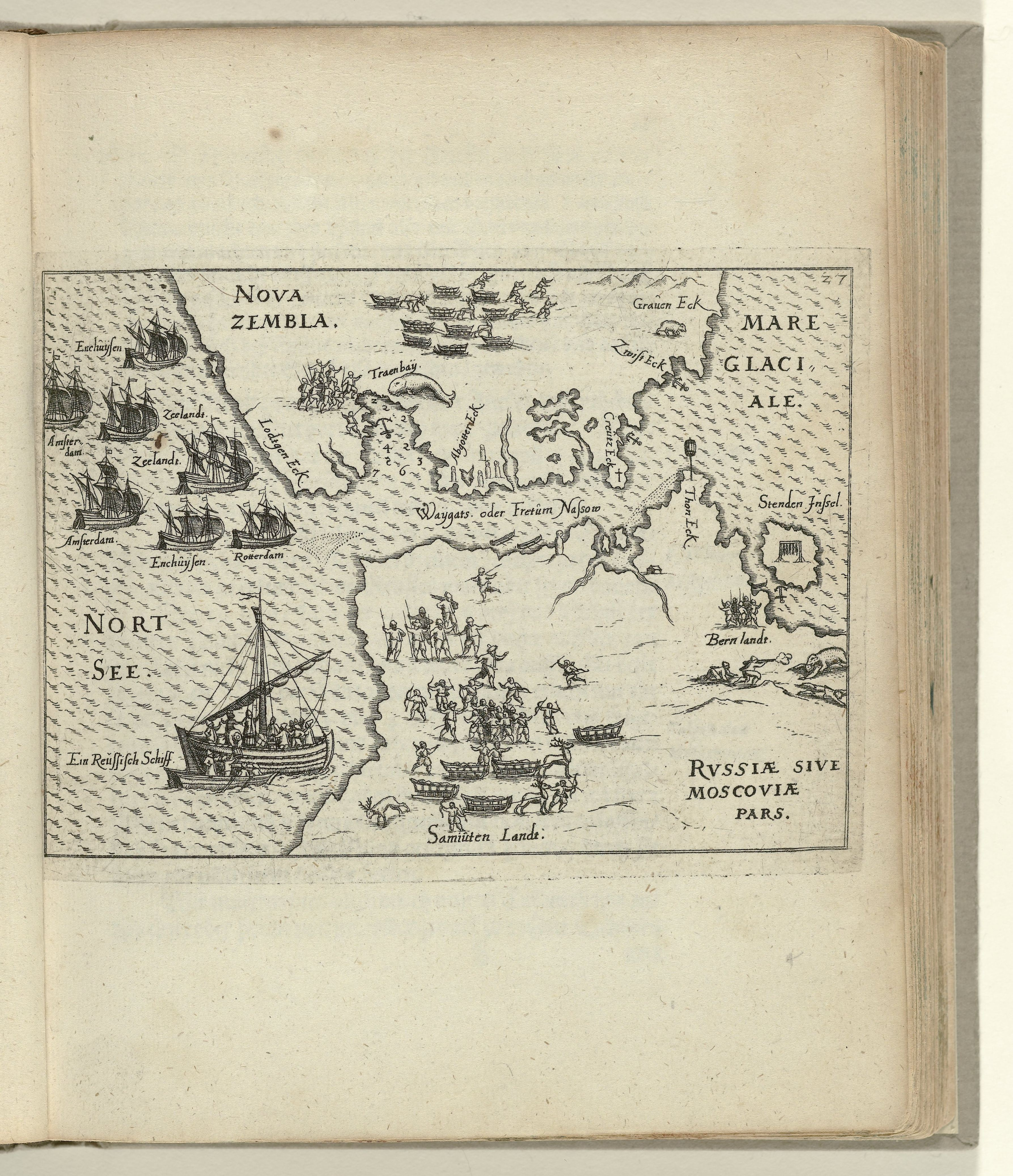
De vloot van de Tweede Noordreis bij Straat Nassau naar de Karazee. Op het land Samojeden met rendiersleden en expeditieleden op walrusjacht.

De Tweede Noordreis werd ondernomen in 1595, als vervolg op de succesvolle Eerste Noordreis van een jaar eerder, toen een noordoostelijke doortocht naar China was gevonden door Straat Nassau (Straat Joegor) naar de Karazee. De nieuwe reis, met zeven schepen onder leiding van Cornelis Nay, had ten doel via de Karazee verder langs de Siberische kust naar China te varen om daar handel te drijven. Dit keer bleek Straat Nassau echter een onneembare hindernis te zijn vanwege het pakijs, en de schepen kwamen na vier maanden onverrichter zake weer terug.

## Voorbereiding
De optimistische stemming die was ontstaan na de eerste noordreis leidde tot een grote belangstelling voor de tweede. Ook deze werd door de Staten-Generaal gefinancierd. Er waren nu twee schepen uit Zeeland, twee uit Enkhuizen, twee uit Amsterdam en een uit Rotterdam, en het doel was nu niet meer alleen verkenning maar vooral ook handel. Gekozen werd voor de route langs de Russische kust naar het eiland Waygats en Straat Nassau, zoals op de eerste reis geëxploreerd was door Cornelis Nay. Balthasar de Moucheron, initiatiefnemer van de eerste reis, en altijd al voorstander van deze route, had er eind 1594 via de Nederlandse consul in Londen Emanuel van Meteren ook positief advies over ontvangen van de Engelsman Richard Hakluyt. De Moucheron adviseerde om bij Straat Nassau een fort te bouwen, ter bevordering en bescherming van de handel en als uitvals- en terugvalbasis voor verdere expedities. De Amsterdammers voelden nog altijd meer voor de door Plancius aanbevolen noordelijke route langs Nova Zembla, omdat daar een open zee met veel deining werd verwacht. Daar zou zich, zo dacht men, geen ijs kunnen vormen. Daarom werd afgesproken om op de terugreis deze route nog te laten onderzoeken door twee jachten.

1594. De wereld volgens Plancius.

Net als op de eerste noordreis werd Cornelis Nay admiraal, varend op de Zeeuwse Griffioen, een schip van ongeveer 100 last, dat op de reis echter slecht manoeuvreerbaar bleek te zijn. Het werd vergezeld door een jacht van ongeveer 50 last: de Zwaan van de eerste noordreis. Brandt IJsbrandtsz werd viceadmiraal op de Hoop, een pinas uit Enkhuizen, ook vergezeld door een jacht: de Mercurius van de eerste noordreis. Willem Barentsz was opperpiloot op de Amsterdamse pinas Windhond, ook met een jacht bij zich, en Hendrik Hartman werd schipper op een jacht uit Rotterdam. Jan Huygen van Linschoten was opperkoopman op de Hoop en hield het journaal bij. Francois de la Dale, een neef van De Moucheron, was opperkoopman op de Griffioen. Jacob van Heemskerck was koopman op de Windhond. Jan Cornelisz. Rijp was koopman op het Amsterdamse jacht. De laatste twee traden tijdens de tocht niet op de voorgrond maar zouden een grote rol spelen in de Derde Noordreis. Ook de jonge Gerrit de Veer was van de partij. Ook hij schreef een verslag, dat hij na terugkomst van de derde noordreis zou publiceren in zijn boek 'Waerachtighe beschryvinghe van drie seylagien, ter werelt noyt soo vreemt ghehoort'.
De beraadslagingen vooraf kostten veel tijd, en het verkrijgen, uitrusten en bemannen van schepen was altijd een groot logistiek karwei. Ondanks het vaste voornemen om vroeger in het jaar te starten vertrokken de schepen dus pas midden in de zomer, op 2 juli 1595. Het doel was om handel te drijven en overeenkomsten te sluiten in Peking, en als dat niet lukte, in Japan of in Kanton. Particuliere kooplieden werden uitgenodigd handelswaar mee te geven. Ze werden vrijgesteld van in- en uitvoerbelasting. Het bouwen van een fort stelde men uit tot een volgende keer. Bij een succesvolle ronding van de uit de klassieke oudheid bekende Kaap Tabin zouden twee jachten terugkeren om het goede nieuws van de doortocht naar Nederland te brengen.

## Reis

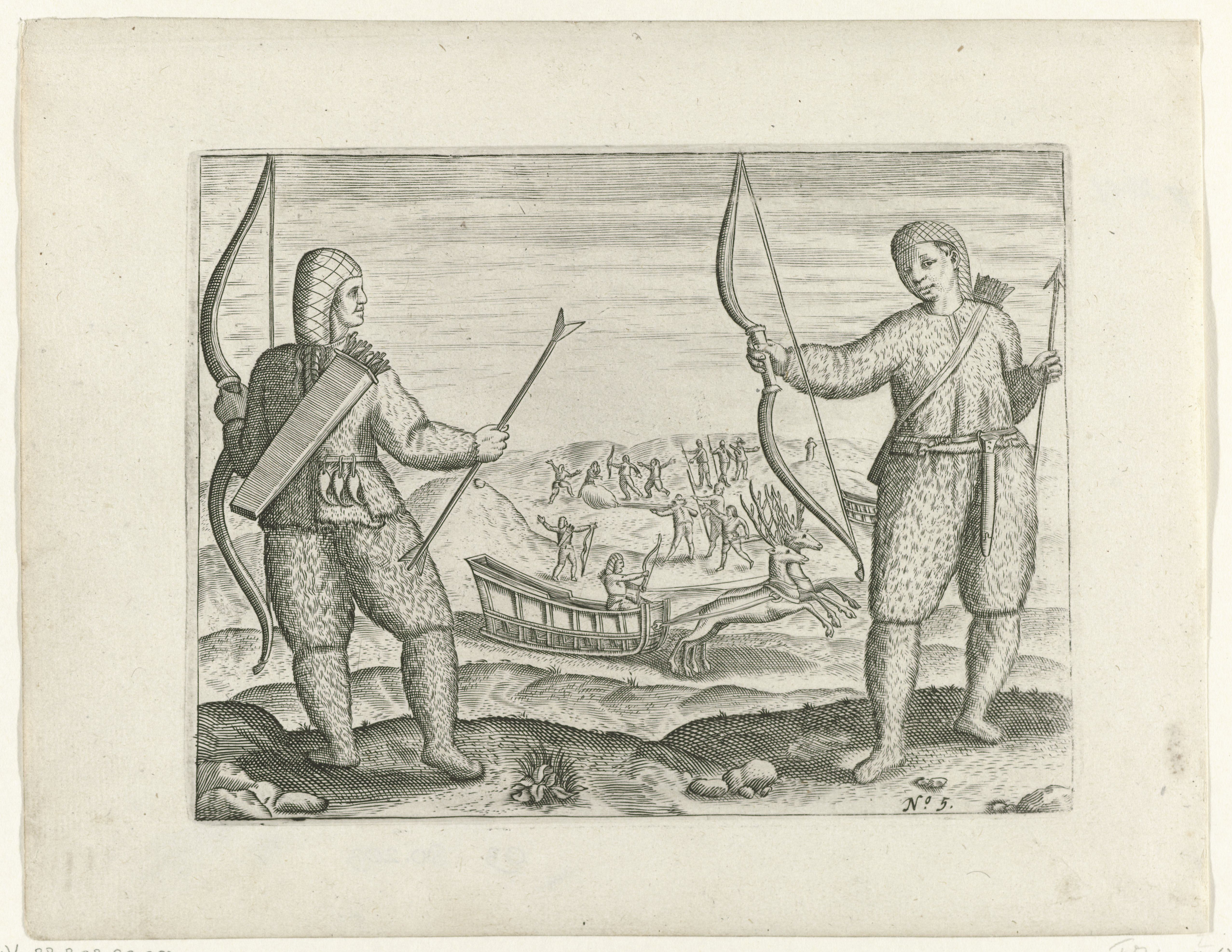
Samojeden.

Op 5 augustus was de vloot bij de Noordkaap. Af en toe kwam men handelsschepen tegen, merendeels Nederlandse, die van en naar de Witte Zee voeren. Soms was er storm en soms mist. Op 17 augustus zag men het eerste ijsveld, dat de hele horizon besloeg. Langs de rand varend vond men hier en daar een opening, zodat men zich er een weg doorheen kon banen. De schepen passeerden de eilandjes die op de eerste reis Mauritius, Oranje en Nieuw-Walcheren waren genoemd, en kwamen op de 19e bij Waygats en de ingang van Straat Nassau. Die bleek anders dan op de eerste reis voor het grootste deel dicht te zitten met ijsmassa's, zodat de schepen er niet doorheen kwamen. Het lukte wel om de Afgodenhoek te bereiken, die op de eerste reis zo genoemd was vanwege de totempaal-achtige houten beelden die er waren aangetroffen. Er stond een koude noordenwind en de schepen werden korte tijd ingesloten door het ijs. 'Ligghende aldus in een Vuyck, dat niet sonder perijckel ende vreese te bestaen is', schreef Van Linschoten. Omdat hun eer op het spel stond zetten ze toch door. Vanaf een heuvel op Waygats zagen ze ijsvelden die door de wind en de stroming heen en weer werden gedreven door de straat. In de verte was open zee te zien. De jachten probeerden door geulen verder te varen. Het jacht van de Griffioen werd daarbij verrast door het ijs en moest aan wal worden getrokken voordat het verbrijzeld zou worden. Soms kwam men inheemse zeilboten (lodya's) tegen met vissers en walrusjagers. Zij vertelden dat Waygats alleen in de zomer bewoond werd. In de winter trokken mensen het vasteland van Rusland in naar de bossen, waar voldoende brandhout was. Vanaf 27 augustus kwamen de schepen enkele dagen vast te zitten in het ijs. De matrozen konden over het ijs van het ene naar het andere schip lopen. Daarna trok het ijs zich weer terug.

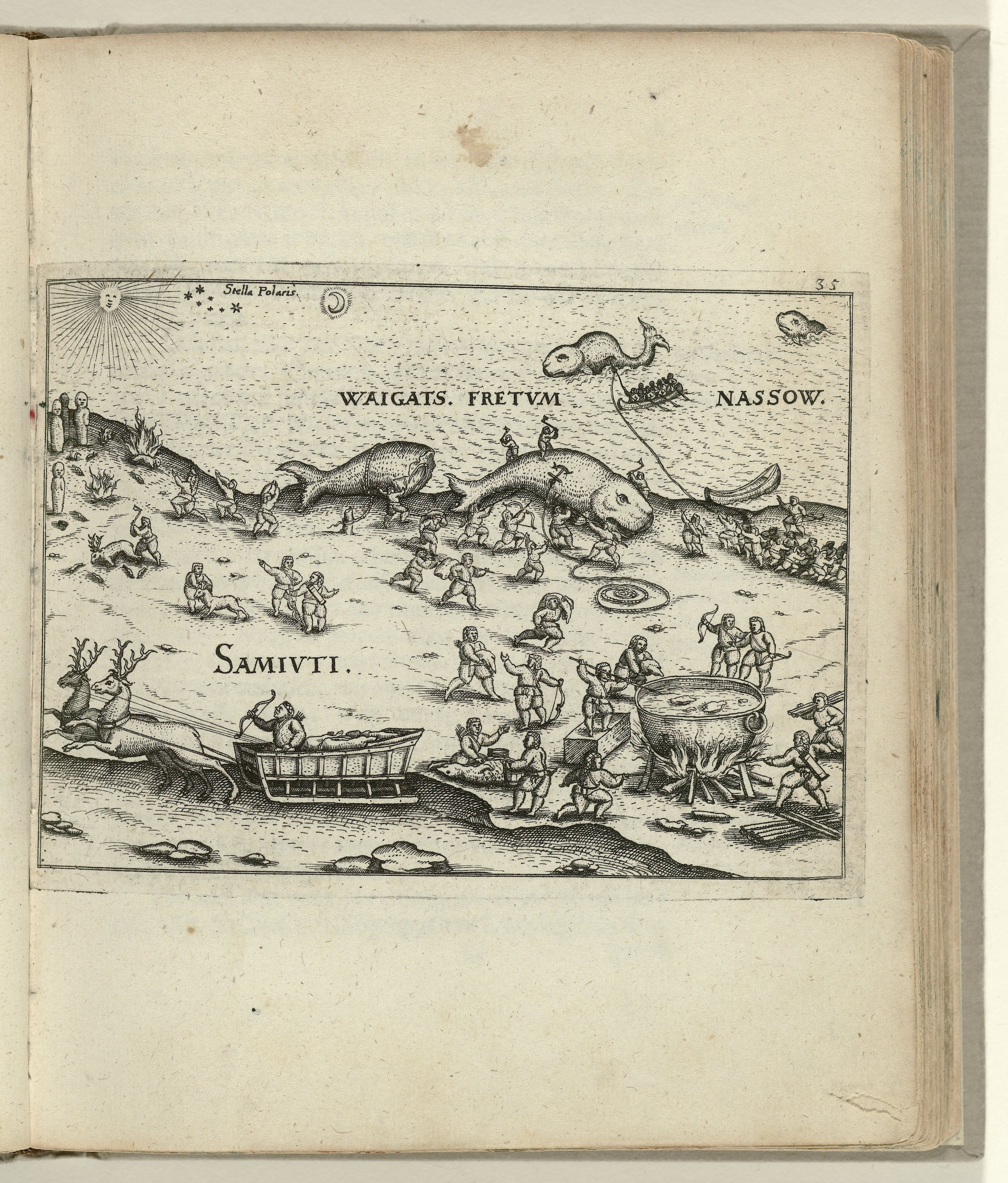
Straat Nassau, met Samojeden die op walvisjacht gaan en in een grote ketel walvisvet koken tot traan en bidden tot afgoden.

Op het vasteland ontmoette men groepen Samojeden. Ze reden op sleden getrokken door 3 of 4 rendieren. Ze hadden een Mongools uiterlijk, met lang haar in vlechten, en waren gekleed in rendiervellen. De la Dale kwam van hen te weten dat in sommige jaren de straat nooit vrij werd van drijfijs. Enkelen kwamen aan boord en werden onthaald met zoute haring, die ze met kop en staart opaten. Onderhandelingen over het ruilen van uit Nederland meegebrachte wollen stoffen en voedsel tegen pelzen en walrustanden liepen echter op niets uit.
Er ontstond een heftig meningsverschil tussen Barentsz en Nay en IJsbrandts, waarbij de eerste snel verder wilde varen zodra het ijs even wegdreef en de andere twee voorzichtiger waren. Er moeten harde woorden zijn gevallen, want Gerrit de Veer schreef later dat Nay de discussie beëindigde met de vermaning: 'Willem Barents, siet wat ghij seght!' (pas op je woorden).
Op 2 september klaarde het weer plotseling op en werd het warmer, zodat de schepen alsnog de straat uit konden komen en de ijsvrije Karazee opvaren. Even dacht Van Linschoten dat ze alsnog naar China konden doorvaren, maar kort daarop kwam het ijs toch weer opzetten en werd alles gehuld in een dichte mist. Met geroep, trompetgeschetter en het afschieten van musketten bleven de schepen bijeen en zochten toen hun toevlucht in een baai van een eilandje vlak bij Straat Nassau dat men op de eerste reis Staten Eylandt genoemd had. Hier raakten de schepen weer ingesloten door het drijfijs, zodat het leek alsof men er zou moeten overwinteren.

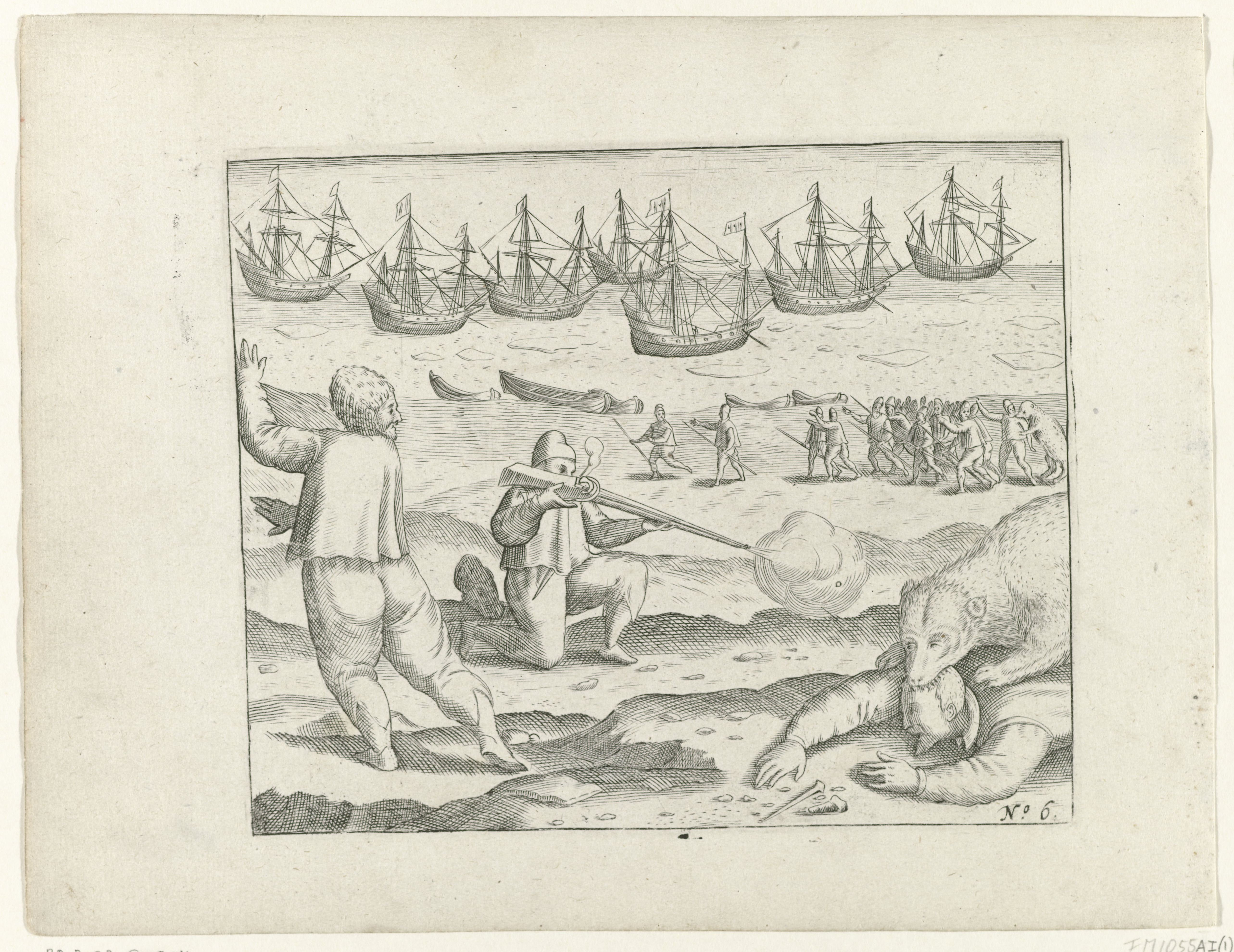
Gevecht met de ijsbeer op Staten Eylandt.

Groepjes matrozen van de Hoop gingen op het eiland op hazenjacht en zochten naar bergkristal, toen plotseling een ijsbeer verscheen en een van hen te pakken kreeg. Toen de anderen naderbij kwamen om hem te helpen greep hij er nog een. De beer deed zich een poos te goed aan zijn slachtoffers tot mannen van de Windhond kwamen met musketten. Tegen een combinatie van kogels en kortelassen was het beest uiteindelijk niet bestand. De huid werd mee naar Amsterdam genomen. De slachtoffers werden begraven op Staten Eylandt.
Intussen begon het 's nachts streng te vriezen en draaide de wind weer naar het noorden. Op 7 september riep Nay de scheepsraad bijeen voor overleg op de Griffioen. De meesten vonden het onverantwoord om door te gaan en wilden de expeditie opgeven. Alleen de Amsterdammers wilden desnoods op Waygats blijven overwinteren en het daarna alsnog via Nova Zembla proberen. Barentsz vond dat het resultaat van de eerste reis door Straat Nassau en de Karazee te rooskleurig was voorgesteld. Er volgde een lange en verhitte discussie, maar toen het plotseling nog slechter weer werd lieten Barentsz en de zijnen, zo schreef Van Linschoten, hun 'obstinaetheyt wat sincken'. Zij ondertekenden op 8 september net als de anderen een 'Acte' waarin het besluit tot terugkeer werd vastgelegd.
Enkele dagen later dreef de wind het ijs weer zeewaarts en lukte het om door een ijsrichel te varen en uit de baai te ontsnappen, terug Straat Nassau in. De 15e voeren de schepen in storm, hagel- en sneeuwbuien langs het nu met sneeuw bedekte Waygats, en ondertekenden allen nogmaals een acte, 'verhalende de reden ende oorsake van harer wederkeeringe', opdat niemand na terugkeer in Nederland 'desordre of naeclappinghe die uyt haet ofte andersins soude moghen spruyten' zou verspreiden die de reputatie van de anderen zou kunnen schaden.

## Terugtocht

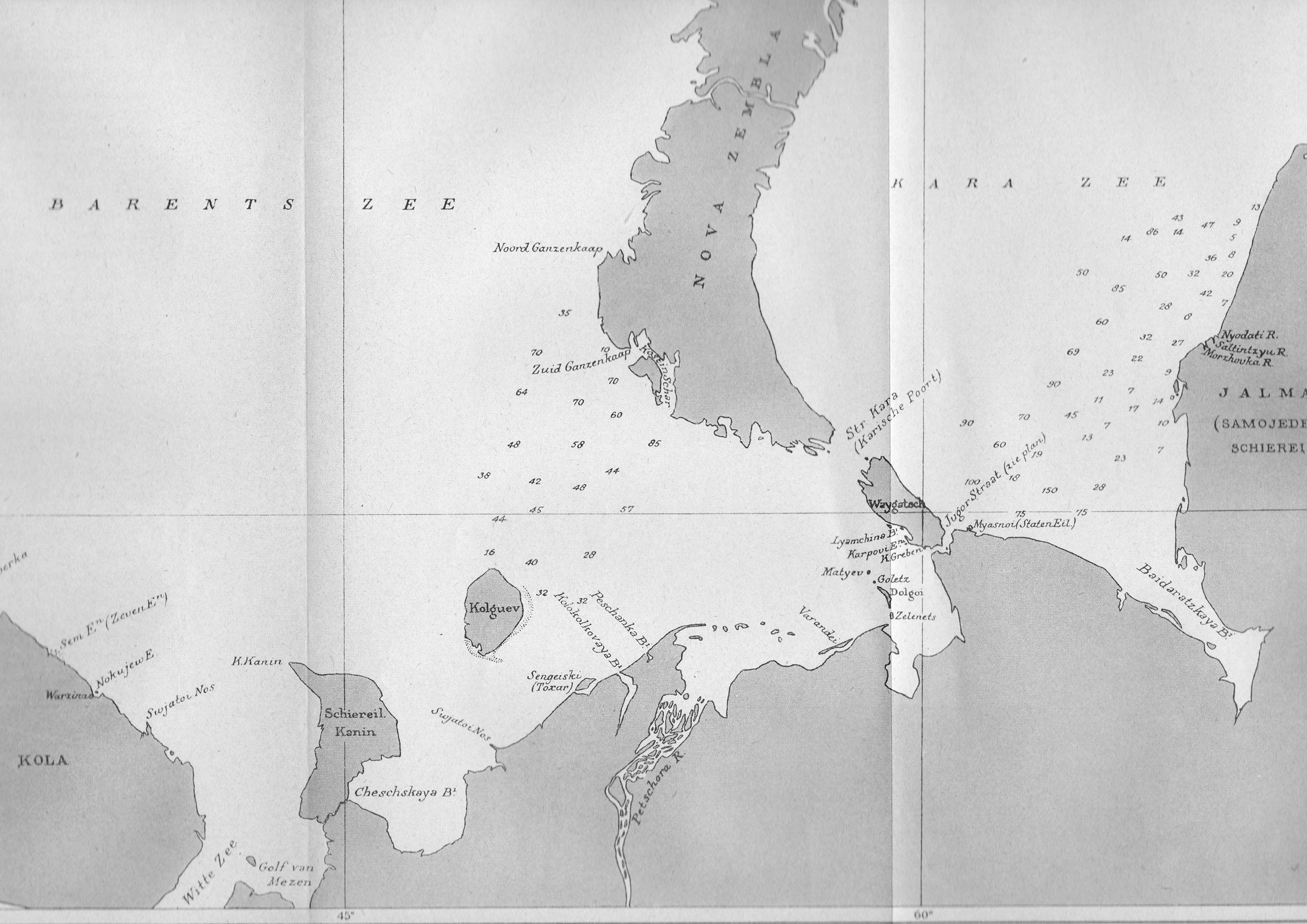
Het gebied tussen Kola en de Karazee, waar de noordreizen zich grotendeels afspeelden.

Er volgde een moeizame terugtocht met zeer koud en stormachtig weer, waarbij soms de zeilen bevroren en op het einde van de maand ook nog scheurbuik uitbrak. Van Linschoten weet het aan de kou en 'quade vochtigheden'. Op de 8e oktober werd de Noordkaap gerond in een dichte sneeuwjacht, en de 10e zag Van Linschoten op een heldere nacht vanaf een ondergesneeuwde Hoop het 'noorder-vluys'. De 23e kwamen de eerste haringbuizen op de Doggersbank in zicht en op de 26e ankerde de Hoop bij Texel, na een tocht van bijna vier maanden, met de meeste matrozen ziek van de scheurbuik en andere kwalen. De vloot was onderweg verspreid geraakt. Nay was met de Griffioen al op de 15e gearriveerd en Barentsz kwam met de Windhond pas in november aan.
Van Linschoten bleef geloven in het bestaan van de noordoostroute naar China, en weet de mislukking van de tocht aan een uitzonderlijk zware en lange winter in het vorige jaar, die voor veel ijsvorming had gezorgd. Onder betere omstandigheden en eenmaal voorbij de monding van de Ob, zo ver als de eerste noordreis was gekomen, 'is gheen twijffel aen of de Vaert is van daer voort aen, goet en onverhindert', schreef hij in zijn conclusie. Hij benadrukte nogmaals hoe belangrijk het was om vroeg in het jaar te vertrekken, en bood zijn diensten weer aan voor een volgende expeditie. Op 20 mei 1597 kreeg hij toestemming om zijn journalen te publiceren, om ook anderen te 'verwecken en aen te locken tot voorder ondersoeckinge. Waer mede ick my alle moeyten ende perijckelen voor genoech vergolden sal houden'.